# Grande Prêmio de Pescara de 1957
Resultados do Grande Prêmio de Pescara de Fórmula 1 realizado no Circuito de Pescara à 18 de agosto de 1957. Sétima e penúltima etapa da temporada, foi vencida pelo britânico Stirling Moss.

## Resumo
Realizado no circuito mais longo de todos os tempos (a pista tem 25 km ou 16 milhas de comprimento), o Grande Prêmio de Pescara foi o único evento de Fórmula 1 por essas paragens e atualmente o cenário em questão faz parte da SR16bis na costa de Pescara. O circuito temporário de formato triangular usado para esta corrida percorria as ruas de Pescara estendendo-se também rumo a Cappelle sul Tavo e Montesilvano antes de regressar a Pescara. Duas grandes retas e a inédita inserção de uma chicane artificial ajudaram a moldar o formato da pista. Mais de 200.000 espectadores acompanharam esta corrida.
Temeroso quanto à integridade física de seus pilotos após a morte de Alfonso de Portago em 12 de maio de 1957 durante as Mille Miglia, Enzo Ferrari não inscreveu seu time para a corrida, todavia o comandador foi persuadido por Luigi Musso, que foi à pista numa Ferrari particular.

## Classificação da prova
| Pos. | Nº | Piloto             | Construtor    | Voltas | Tempo/Diferença   | Grid | Pontos |
| ---- | -- | ------------------ | ------------- | ------ | ----------------- | ---- | ------ |
| 1    | 26 | Stirling Moss      | Vanwall       | 18     | 2:59:22.7         | 2    | 9      |
| 2    | 2  | Juan Manuel Fangio | Maserati      | 18     | + 3:13.9          | 1    | 6      |
| 3    | 6  | Harry Schell       | Maserati      | 18     | + 6:46.8          | 5    | 4      |
| 4    | 14 | Masten Gregory     | Maserati      | 18     | + 8:16.5          | 7    | 3      |
| 5    | 30 | Stuart Lewis-Evans | Vanwall       | 17     | + 1 volta         | 8    | 2      |
| 6    | 8  | Giorgio Scarlatti  | Maserati      | 17     | + 1 volta         | 10   |        |
| 7    | 24 | Jack Brabham       | Cooper-Climax | 15     | + 3 voltas        | 16   |        |
| Ret  | 34 | Luigi Musso        | Ferrari       | 9      | Vazamento de óleo | 3    |        |
| Ret  | 10 | Paco Godia         | Maserati      | 9      | Motor             | 12   |        |
| Ret  | 20 | Bruce Halford      | Maserati      | 9      | Transmissão       | 14   |        |
| Ret  | 16 | Jo Bonnier         | Maserati      | 7      | Superaquecimento  | 9    |        |
| Ret  | 4  | Jean Behra         | Maserati      | 3      | Vazamento de óleo | 4    |        |
| Ret  | 22 | Roy Salvadori      | Cooper-Climax | 3      | Acidente          | 15   |        |
| Ret  | 28 | Tony Brooks        | Vanwall       | 1      | Motor             | 6    |        |
| Ret  | 18 | Horace Gould       | Maserati      | 0      | Acidente          | 11   |        |
| Ret  | 12 | Luigi Piotti       | Maserati      | 0      | Motor             | 13   |        |

## Tabela do campeonato após a corrida
| Classificação do mundial de pilotos \| \| Pos. \| Piloto \| Pontos \| \| - \| ---- \| ------------------ \| ------ \| \| \| 1 \| Juan Manuel Fangio \| 40 \| \| 4 \| 2 \| Stirling Moss \| 17 \| \| 1 \| 3 \| Luigi Musso \| 16 \| \| 1 \| 4 \| Mike Hawthorn \| 13 \| \| 1 \| 5 \| Tony Brooks \| 10 \| |      |                    |        |
| | Pos. | Piloto             | Pontos |
| | 1    | Juan Manuel Fangio | 40     |
| 4 | 2    | Stirling Moss      | 17     |
| 1 | 3    | Luigi Musso        | 16     |
| 1 | 4    | Mike Hawthorn      | 13     |
| 1 | 5    | Tony Brooks        | 10     |

- Nota: Somente as primeiras cinco posições estão listadas. Apenas os cinco melhores resultados dentre os pilotos eram computados visando o título com a ressalva que o campeão da temporada surge grafado em negrito.